# 穝
穝（さい）は岡山県岡山市中区の地名。明治22年宇野村と合併するまでは上道郡穝村であった地域であり、行政地名における穝、および穝東町の全域と高島2丁目、原尾島1丁目の一部分を指す。穝東町は1丁目から2丁目まである。郵便番号は穝が703-8248（岡山東郵便局管区）、穝東町が703-8247（岡山東郵便局管区）。住民基本台帳に基づく2016年（平成28年）での人口は2,663人であった。面積は0.35632533km2。そのほぼ全域が住宅地である。

## 地名

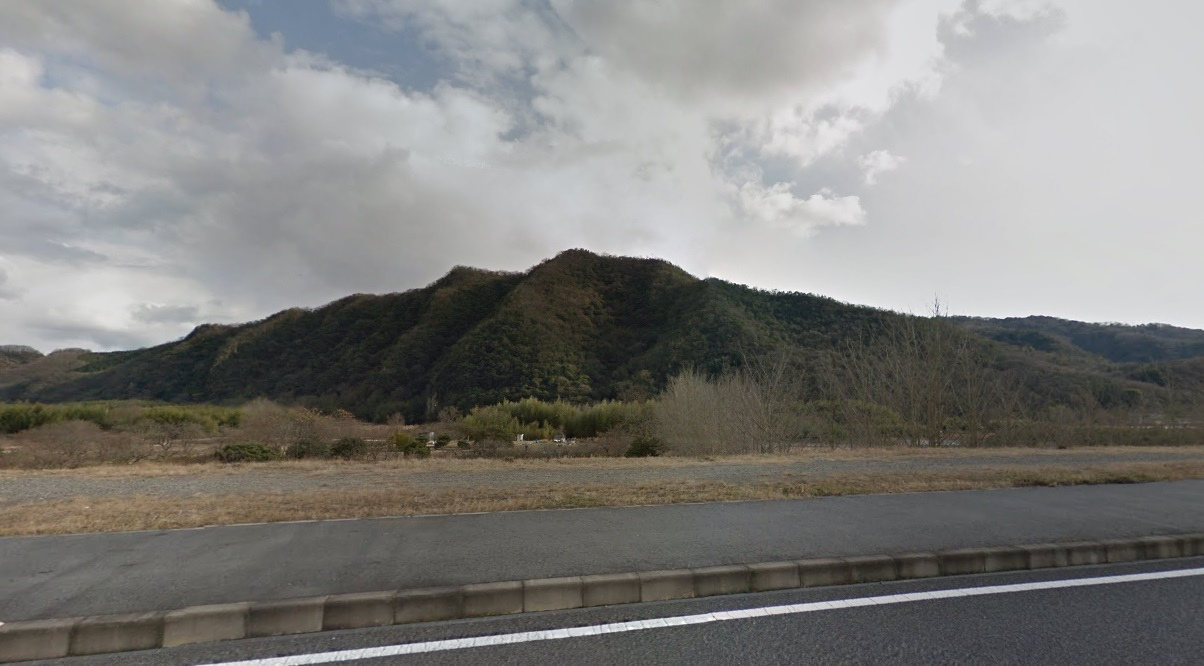
龍ノ口山、元常の居城があった

1605年（慶長10年）に書かれた備前国高物成帳には「上道郡宇治郷在所村」、東備郡村史には「上道郡宇治郷財村」、寛永備前国絵図には「斎村」との記述が見られる。
「穝」は難読地名の一つであり、国語学者である笹原宏之が岡山県出身者を含む都内の学生300人を対象に調査を行ったところ、旁から類推した1人を除きこの地名を読むことが出来たものはいなかった。
この地名はここに屋敷を構えていた豪族、穝所氏から取られたものであり、この姓名自体は国衙において租税、官物の管理を行っていた官職である「税所」に関連するものであると推測されている。
この漢字は国土地理協会の発行する出版物、国土行政区画総覧に掲載されていた「穝東町」の表記を典拠としてJIS第2水準漢字への登録が予定されていたが実際の規格では誤って既存の字書にあった「木の節」を意味する別字、樶が登録されてしまったため補助漢字、JIS第3水準漢字に改めて採用されるまでこの漢字はコンピュータ上での利用が難しい状況にあり、現地では前述の「樶」に1画書き加えたり「禾最」と2文字にして表すなど様々な表記が確認された。

## 地理
旭川下流左岸、百間川の取入口やや南方東側の平地に位置し、その全域が沖積層にある。北は中島、高島1丁目から2丁目、東は高島、藤原光町1丁目から3丁目、藤原西町、百間川を挟んで東川原、原尾島1丁目と接している。

### 地価
住宅地の地価は、2023年（令和5年）1月1日の公示地価によれば穝字談議田48番2外で71,900円/m2となっている。

### 小・中学校区
市立小・中学校に通う場合、学区は以下の通りとなる。
| 地域                          | 小学校     | 中学校     |
| ----------------------------- | ---------- | ---------- |
| 山陽線以北の穝                | 旭竜小学校 | 高島中学校 |
| 穝東町2丁目の6番15号、7番16号 | 幡多小学校 | 竜操中学校 |
| その他                        | 宇野小学校 | 操山中学校 |

2023年現在穝地区に立地する小中学校は存在しない。

### 小字
『宇野地区の歴史』では穝の小字名を以下の通りとする。
- 八幡原
- 久保
- 談義田
- 古苗代
- 土手外
- 長七路
- 苗代
- 樋ノ尻[注 1]
- 西原
- 掛け上り
- 与五郎畑ケ[注 2]
- 平左衛門畑ケ
- 新田
- 川渕
- 発樋
- 狭溝
- 船屋[注 3]
- 前川田
- 出屋敷
- 崎場
- 土手端
- 屋敷
- 柳端
- 村相
- 千右衛門地
- 五平地
- 角地
- 隠居田
- 村前
- 千次郎屋敷
- 樋ノ口
- 荒神田
- 西川田
- 薮下
- 北田
- 武平地
- 最取
- 屋敷裏
- 出口
- 寺屋敷
- 穝所
- 惣兵衛屋敷
- 東浦
- 金三屋敷[注 4]
- 松衛門屋敷
- 屋敷添
- 北川田
- 岡屋敷
- 平衛門地
- 平二郎屋敷
- 徳平地

## 歴史
この地に屋敷を置いた穝所氏は吉備氏の後裔である上道氏の庶流、財田氏の一族であり、当初この村は財田氏の本拠地であった上道郡財田郷の分村であったと考えられている。
1483年（文明15年）の福岡合戦では赤松政則方の武将、浦上則宗の配下として穝所弾正衛門が出陣している。天文年間の穝所久経の時代、穝所氏は浦上政宗の下、備前府中および旭川下流域の領主を束ねる有力者に成長している。1561年（永禄4年）に穝所元常が宇喜多直家に謀殺されたのち穝所氏は没落していった。萩藩閥閲録に載る1564年（永禄7年）に書かれたと推定される書状には毛利氏方についた三村家親が尼子氏の軍勢を討つため伯耆国に出陣した際「穝所之表」にて何かが起こり荘元祐らが急いで帰陣した、との記述がある。
穝村は宇喜多氏、小早川氏の支配を経て1603年（慶長8年）より池田氏の岡山藩領となる。岡山城下に近かったことから江戸期、この村では百間川の土手や河川敷を活用し、城下に供給する野菜を栽培していた。文化年間に書かれた『岡山藩領手鑑』には当時の穝村の直高が618石余りで蔵入と家臣2人の給地であった、とある。1759年（宝暦9年）には百間川下流域にある浜村が設けた取水分木によって穝村の排水が悪くなったとして新規の分木設置が差し止められている。
1889年（明治22年）に穝村は合併し上道郡宇野村の大字となった。また1874年（明治7年）には当地に穝所小学校が開校したが1886年（明治19年）ごろに焼失し廃校、以降は隣地区にある尋常原尾島小学校の学区となった。

### 沿革
- 1889年（明治22年）6月1日 - 町村制の施行に伴い宇野村が発足。穝は大字となる。
- 1931年（昭和6年）4月1日 - 町村合併により岡山市域となる。
- 1973年（昭和48年）10月20日 - 住居表示の実施に伴い、穝の一部、原尾島の一部から穝東町一丁目、穝の一部から穝東町二丁目が新設され、穝の一部が高島二丁目になる[26]。
- 1981年（昭和56年）7月20日 - 住居表示の実施に伴い、地区の一部が原尾島一丁目となる[26]。
- 2009年（平成21年）4月1日 - 岡山市の政令指定都市に伴い岡山市中区域となる。

### 人口の変遷
総数 [戸数または世帯数：  、人口：  ]
| 1721年（享保6年）ごろ                        | 38戸 213人    |
| 1804年（文化元年）から1818年（文化15年）ごろ | 34戸 153人    |
| 1891年（明治24年）                           | 35戸 154人    |
| 1995年（平成7年）                            | 920戸 2272人  |
| 2010年（平成22年）                           | 1159戸 2806人 |

## 交通
鉄道
1891年（明治24年）より山陽本線が地区内を通っているが鉄道駅は存在しない。最寄り駅は西日本旅客鉄道（JR西日本）山陽本線の高島駅である。
バス
穝停留所
穝東町一丁目停留所
- 岡山電気軌道

道路
- 岡山県道402号原尾島番町線

## 施設
- 穝公会堂
- ケンコーマヨネーズ 岡山営業所
- 日本自動車連盟岡山支部（2022年9月に岡山市北区下伊福上町に移転[29]）
- 古本市場高島店
- グロップ さい物流センター
- ザグスタさい